# Kristian Birch-Reichenwald Aars
Kristian Birch-Reichenwald Aars, född 25 september 1868 i Kristiania, död där den 4 augusti 1917, var en norsk filosofisk och naturvetenskaplig författare. Han var son till Jacob Jonathan Aars.
Aars tilldelades 1897 doktorsgraden med avhandlingen Die Autonomie der Moral  och var 1901–1917 universitetstipendiat i filosofi vid Kristiania universitet. Av hans övriga skrifter märks: Tanker og syn (1894), Indledning til psykologien (1898), Zur psychologischen Analyse der Welt (1900), Gut und Böse (1907), Die Idee (1911), Ret og moral (1912) och Filosoferne i pensionatet (1916), samt följande tidskriftsavhandlingar: "Untersuchungen über Farbeninduktion" (1895), "Untersuchungen zur Farbenmischung im Auge" (1897), "The parallel relation between the soul and the body" (1898) och "Analyse de l'idée de la morale" (1899, alla i Skrifter fra Videnskabsselskabet i Kristiania) liksom "Zur Biogenese der spontan erregten Empfindungen" (1900, i Archiv for mathematik og naturvidenskab).